# A One-Two-GO Airlines 269-es járatának katasztrófája
2007. szeptember 16-án helyi idő szerint 16 óra körül a One-Two-GO Airlines 269-es járata balesetet szenvedett a Phuketi nemzetközi repülőtéren.
A gép az erős szél és a heves esőzés ellenére próbált leszállni, azonban landolás közben nagy sebességgel a futópályának csapódott, lecsúszott róla, fának ütközött és kigyulladt. A McDonnell Douglas MD-82 típusú repülőgép a Don Müang nemzetközi repülőtérről szállt fel.
A The Bangkok Post című lap egy magas rangú légi közlekedési illetékesre hivatkozva azt írta, hogy a pilóta közölte az irányítótoronnyal, nem látja a leszállópályát, ezért még tenni akar  egy kört leszállás előtt, de a gépet valószínűleg a szokatlanul erős szél a futópályához csapta, a katasztrófa ezután következett be. A gép repülési adatait tartalmazó feketedobozt vizsgálatra az Egyesült Államokba szállították.
130 személy volt a fedélzeten. A BBC jelentése szerint legalább 88 halálos áldozata volt a balesetnek.

## Katasztrófa
A 24 éves McDonnell Douglas MD-82 repülőgép a bangkoki Don Müang nemzetközi repülőtérről szállt fel helyi idő szerinti 14:30-kor. A Phuketi nemzetközi repülőtérhez érkezve a pilóták át akartak startolni, de a gép a futópályának csapódott, majd egy fának ütközött, kettétört és kigyulladt. A járat 123 utast és 7 főnyi legénységet szállított.

## Túlélők
A balesetben 90 ember vesztette életét, köztük a két pilóta is.
A Bangkok Post honlapja kibocsátott egy utaslistát 2007. szeptember 16-án.
Az ismert túlélők hovatartozása: 14 thaiföldi, 8 brit, 4 német, 3 iráni, 3 ír, 2 svéd, 1 ausztrál, 1 ausztriai, 1 dán, és 1 olasz.
Egy Brit Columbiából származó nő is túlélte a katasztrófát. Két utas csak kisebb sérüléseket szenvedett.